# Голтуг нагара
Голтуг нагара (азерб. Qoltuq nağara) — азербайджанский народный ударный музыкальный инструмент. Один из самых распространённых ударных инструментов в народной музыке Азербайджана.

## Этимология
В переводе «нагара» означает «постукивание», а «голтуг» — «подмышечный».

## Описание
Используют в составе ансамблей и оркестров. На ней играют ладонями и пальцами обеих рук. (иногда при помощи двух лёгких палочек). Во время игры используются такие приёмы, как шлепок, тремоло, трель и щелчок.
Нагара, обладающая мощной звукодинамикой, позволяет извлекать из неё разнообразные тембровые оттенки, и на ней можно играть также и на открытом воздухе. В традиционных фольклорных обрядах, в народных театрализованных играх, а также в танцах типа джанги, яллы и других, используется голтуг нагара. Делают её корпус из орехового, абрикосового и др. видов деревьев, а мембрану изготовляют из овечьей кожи. Высоты 350—360 мм, диаметр 300—310 мм.